# Mel Blanc
Melvin Jerome "Mel" Blanc (født 30 maj 1908, San Francisco, California, USA, død 10. juli 1989, Los Angeles, California, USA) var en amerikansk komiker og tegnefilmsdubber, af de berømte Looney Tunes-tegnefilm. Han lagde også stemme til figurerne Daffy And, Søren Spætte, Snurre Snup og hundredvis af andre.